# František Saleský
Svatý František Saleský (21. srpna 1567, zámek Sales u Annecy – 28. prosince 1622, Lyon) byl katolický teolog, spisovatel, mystik, biskup ženevský a Učitel církve. Jeho spisy o duchovním životě (Úvod do zbožného života čili Filothea, Duchovní rozhovory, Pojednání o Boží lásce) patří ke klasice francouzské mystiky i literatury 17. století a měly velký vliv na katolickou spiritualitu nové doby. Jeho svátek se slaví 24. ledna.
Podle něj nazval o téměř 240 let později Don Bosco své společenství pro pomoc a výchovu chudých dětí „salesiáni“.

## Život
Narodil se jako nejstarší z dvanácti dětí v savojské šlechtické rodině, studoval v Annecy a od roku 1578 v Paříži, kde se setkal s učením Jana Kalvína o predestinaci, které ho silně ovlivnilo. Vzal je s takovou vážností, že pochyboval o svém životě a dostal se do hluboké osobní krize. Roku 1587 při modlitbě náhle pochopil, že Bůh je láska a že tedy cokoli se s ním v životě stane, bude to k jeho dobru. V letech 1588–1592 vystudoval práva v italské Padově, ale přes naléhání svého otce se rozhodl stát knězem. Roku 1593 byl vysvěcen a stal se proboštem v Annecy. Na základě vlastního zážitku se snažil přesvědčovat kalvinisty v Savojsku, aby se vrátili ke katolické víře, ale protože účast na jeho kázáních se někde přísně trestala, začal používat tištěné letáky a s mnoha lidmi si dopisoval; během života napsal přes 20 tisíc dopisů.

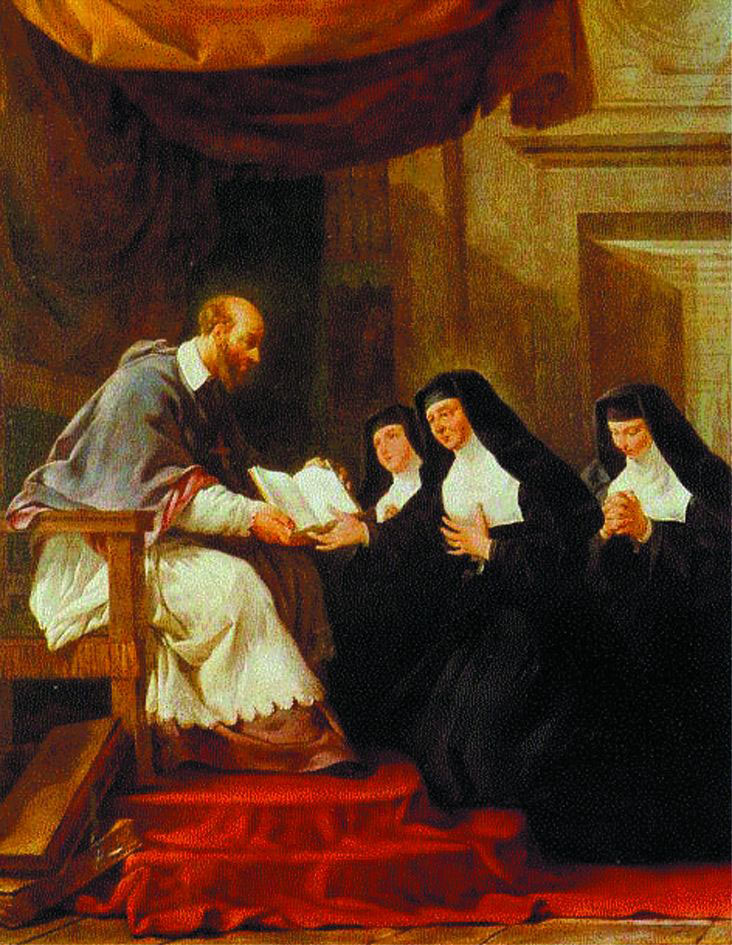
František Saleský předává řeholi sestrám (1610)

Z pověření svého biskupa odjel roku 1598 do Říma, kde složil biskupské zkoušky a roku 1599 se stal pomocným biskupem v Annecy. V roce 1601 byl v Paříži, kde jeho kázání udělala velký dojem, a roku 1602 po smrti svého předchůdce se stal biskupem ženevským, který však vzhledem k pronásledování katolíků v Ženevě musel sídlit v Annecy. Působil nejen duchovní hloubkou, ale i neobyčejnou laskavostí a optimismem. Roku 1604 se setkal s ovdovělou Františkou Frémiot de Chantal, která s jeho pomocí založila řád Navštívení Panny Marie (visitantinky), rozšířený hlavně ve Francii. 
Roku 1609 vyšel jeho „Úvod do zbožného života“ (Filothea) a roku 1616 jeho hlavní teologické dílo, „Pojednání o Boží lásce“ (Teotimus), které dodnes patří mezi klasická díla francouzské duchovní literatury a byla přeložena do mnoha jazyků. 
V letech 1618–1619 opět pobýval v Paříži, kde se setkal s řeholnicemi v Port-Royal a se sv. Vincencem z Pauly a pokusil se kardinálovi Richelieuovi rozmluvit rozhodnutí vstoupit do politiky. František měl v té době už podlomené zdraví a chtěl se stáhnout do samoty, roku 1622 však musel doprovázet savojského vévodu k francouzskému králi do Avignonu a na zpáteční cestě v Lyonu zemřel. 
Je pochován v klášterním kostele v Annecy.

## Vliv a význam

Biskupský znak Františka Saleského (Heslo: „Nezahyne“)

Ve svých spisech a téměř 3 tisících kázání kladl František důraz na spojení křesťanské zbožnosti s praktickým každodenním životem křesťana, s běžným zaměstnáním a rodinnými povinnostmi. Řemeslník nemůže žít jako mnich, ale ve stvořeném Božím světě má „každý přinášet plody podle svého druhu“ (Gn 1,11). Spiritualita Františka Saleského měla velký vliv na duchovní život, zejména ve Francii, ve Švýcarsku a v Německu, i na řadu řeholních společenství, hlavně ženských. 
František Saleský byl prohlášen za blahoslaveného roku 1661, svatým 1665 a Učitelem církve roku 1877. Jeho svátek se slaví v římskokatolické i anglikánské církvi 24. ledna.

## Citáty
| „ | Pravá láska nezná žádnou metodu. | “ |

| „ | Naše dokonalost spočívá z velké části v tom, jak dovedeme navzájem snášet své nedokonalosti. | “ |

| „ | Světec, který je smutný – to je smutný svatý. | “ |